# 艾萨克·谢尔比
艾萨克·谢尔比（英語：Isaac Shelby，1750年12月11日—1826年7月18日）是美国肯塔基州的第一和第五任州长，并且担任过弗吉尼亚州和北卡罗莱纳州的州议员。他还曾参与邓莫尔勋爵之战、独立战争和1812年战争。担任州长期间，他在泰晤士河战役中亲自带领肯塔基州民兵，并因此获得国会金质奖章。全国多个州的共计9个县，以及众多城市和军事基地，都以谢尔比命名来纪念他。他对约翰·迪金森所创《自由之歌》的钟爱也被认为是肯塔基把“团结则存，分裂则亡”作为州格言的重要原因。
谢尔比的军旅生涯在波因特普莱森特战役中拉开帷幕，这也是邓莫尔勋爵之战中唯一的大型战役，谢尔比在这场战斗中担任父亲的副手。他成为专业的樵夫和测量员，并在独立战争早期为大陆军获取补给。之后，他和约翰·塞维尔带领部队翻越阿巴拉契亚山脉与北卡罗莱纳州的英军对抗，还在殖民地军队取胜的王山之战中发挥了至关重要的作用。从此“老国王的山”这一绰号将伴随谢尔比终身，北卡罗莱纳州议会还通过决议正式表示感谢，并赠送他手枪和礼仪剑。
战争结束后，谢尔比迁居肯塔基州，到自己通过服役而获得的土地上定居，并参与了肯塔基州从弗吉尼亚州的县发展成独立州的历史进程。他的英雄气概使他深受新州居民爱戴，选举人于1792年以全体一致的投票结果选举他担任该州首任州长。他巩固了肯塔基州的防御，对抗美洲原住民的袭击，并且组建了第一届政府。他还利用热内事件说服华盛顿政府同西班牙达成协议，允许通过密西西比河进行自由贸易。
首个州长任期结束后，谢尔比离开了公众视野，但又因1812年战争即将爆发而回到政坛。肯塔基人期望谢尔比再度参选州长，并在预期的冲突中领导大家。他在选举中轻取对手，然后在威廉·亨利·哈里森将军的请求下带领肯塔基州部队投身泰晤士河战役。战争结束后，他谢绝了詹姆斯·门罗总统让他出任战争部长的邀请。之后，他又与安德鲁·杰克逊一起作为特派代表与奇克索印第安人部落展开谈判，完成杰克逊购地，这也是谢尔比最后一次为国家服务。1826年7月18日，艾萨克·谢尔比在肯塔基州林肯县的家中去世，享年75岁。

## 早年生活
艾萨克·谢尔比于1750年12月11日在英属马里兰省弗雷德里克县（今华盛顿县）的黑格斯敦附近出生。他的父亲叫埃文·谢尔比（Evan Shelby），母亲叫利蒂希亚·谢尔比（Letitia Shelby），考克斯（Cox）是母亲的娘家姓，两人于1735年从威尔士锡尔迪金的特雷加伦（Tregaron）移民来到美国，艾萨克是他们的第三个孩子，也是第二个儿子。谢尔比家族历史上忠于英国国教会，但在到达新大陆后，他们转为信奉长老宗，这也是艾萨克·谢尔比终身的信仰。
艾萨克在家乡的殖民地学校接受教育。他在父亲的种植园干活，偶尔还有从事测量员的工作。18岁那年，艾萨克成为弗雷德里克县的副警长:16。艾萨克的父亲经营着利润丰厚的毛皮贸易，但庞蒂亚克起义对业务构成严重干扰，导致他损失惨重，两年后，业务的商业记录也在一场大火中被毁:10。1770年12月，谢尔比家族迁居田纳西州布里斯托尔，在这里建立了一个堡垒和贸易站:11-12。艾萨克和父亲在这里从事了三年的牧牛工作:16。
邓莫尔勋爵之战是殖民地居民和美洲原住民之间发生的一起边境冲突，威廉·普雷斯顿（William Preston）上校任命艾萨克·谢尔比担任弗吉尼亚民兵中尉:412。作为父亲所统领菲卡斯图县连的第二号指挥官，他参与了1774年10月10日对整个战争有决定性作用的波因特普莱森特战役:412。艾萨克因这场战斗中表现出的英勇和身手获得嘉许。获胜的民兵在战场建起了布莱尔堡，然后驻扎在这里，直到1775年7月邓莫尔伯爵下令将堡垒摧毁，因为他担心这里会被不断增长的美国革命殖民地叛军所用。

## 独立战争
所在连队解散后，谢尔比成为特兰西瓦尼亚公司的测量员，这家土地公司从切罗基人手中买下了如今属肯塔基州的大部分土地，但是弗吉尼亚州政府之后宣布双方达成的协议无效。在这家公司的工作完成后，谢尔比前往弗吉尼亚州同家人团聚，但一年后就回到肯塔基州为自己获取土地并加以改善。他在这里患上疾病，于1776年7月返回故居养病。美国独立战争正在弗吉尼亚州展开，该州安全委员会任命谢尔比担任一个一分钟人连队的上尉。1777年，弗吉尼亚州州长帕特里克·亨利任命谢尔比负责前线的军粮安全，他之后还于1778到1779年在大陆军中担任类似职务。1779年，约翰·塞维尔（John Sevier）针对切罗基人中抵抗殖民扩张的奇克莫加人部落发动远征，谢尔比对此自掏腰包购买军粮提供支持:16。
1779年，谢尔比成为代表华盛顿县的弗吉尼亚州众议员。州长托马斯·杰斐逊在同年晚些时候任命他为上校，负责护送一批特派员给弗吉尼亚州和北卡罗莱纳州划定边界。抵达目的地后不久，北卡罗莱纳州州长理查德·卡斯维尔（Richard Caswell）提升他为上校，并担任新成立的沙利文县法官:413。
1780年，谢尔比正在肯塔基州测量土地期间听闻大陆军在查尔斯顿战败的消息。他匆忙赶到北卡罗莱纳州，查尔斯·麦克道尔（Charles McDowell）请求他的援助抵挡英国军队进攻。谢尔比集结了300民兵与麦克道尔在南卡罗莱纳州切罗基福特（Cherokee Ford）会合。1780年7月31日早上，他以600人的兵力包围了英军位于帕科利特河（Pacolet River）畔的据点提克利堡（Thickety Fort），要求敌军立即投降，但英军予以拒绝:37。谢尔比带领手下走入鸟铳火力范围内，再次要求投降:37。虽然堡垒很可能可以经受住进攻，但英军这时失去了勇气，选择投降:37。这样，谢尔比及手下不费一枪一弹就抓获了94名战俘:37。
在提克利堡轻松取胜后，谢尔比加入以利亚·克拉克（Elijah Clarke）中尉带领的部队，他们正受到英军帕特里克·弗格森（Patrick Ferguson）少校的追击。1780年8月8日早上，谢尔比的一些手下正在果园采摘水蜜桃时遭遇弗格森的侦察兵，他们迅速进入作战状态并将巡逻队击退。但英军增援很快赶来，谢尔比的手下被迫撤退。接下来双方进入相对僵持阶段，一方经增援后取得优势而对方击退，但对方也再经增援后反击。谢尔比的手下本已胜利在望时，弗格森的1000人主力部队到达。兵力悬殊之下，谢尔比的人撤退到附近的山上，英军的步枪火力无法触及。到达安全地点后，他们开始嘲弄英军，弗格森的兵力之后撤出这一地区，细得溪战役至此结束。:38-39
麦克道尔将军接下来命令谢尔比和克拉克攻下英军位于埃诺里河（Enoree River）畔的营地马斯格洛夫米尔（Musgrove's Mill）。200名将士骑马连夜行军，于1780年8月18日拂晓时分达到目的的。他们一度估计敌人的兵力规模相仿，但经过侦查，他们发现营地有约500名英军士兵正在准备参战。谢尔比的手下和马匹都已过度疲劳，无法撤退，并且这时也失去了突袭的优势。他下令手下就地取材建筑防御工事并用半个小时完成，接下来25名骑兵冲入英军营地挑起进攻，追击的英军面对的是谢尔比的主力。虽然寡不敌众，但他们还是成功打死了多名英国军官，并将其军队击退。:39-40

### 王山之战
谢尔比和克拉克决定不追击马斯格洛夫米尔之战溃逃的英军:41，把目光投向位于南卡罗莱纳州九十六的英军堡垒，坚信他们能在这里找到弗格森:41。然而就在赶往当地的路上，谢尔比一行得知霍雷肖·盖茨将军在卡姆登战役中失利的消息:41。这样弗格森就拥有康沃利斯将军为后盾，以其全部兵力迎战谢尔比，因此，谢尔比指挥手下翻过阿巴拉契亚山脉撤退到北卡罗莱纳州:41-42。

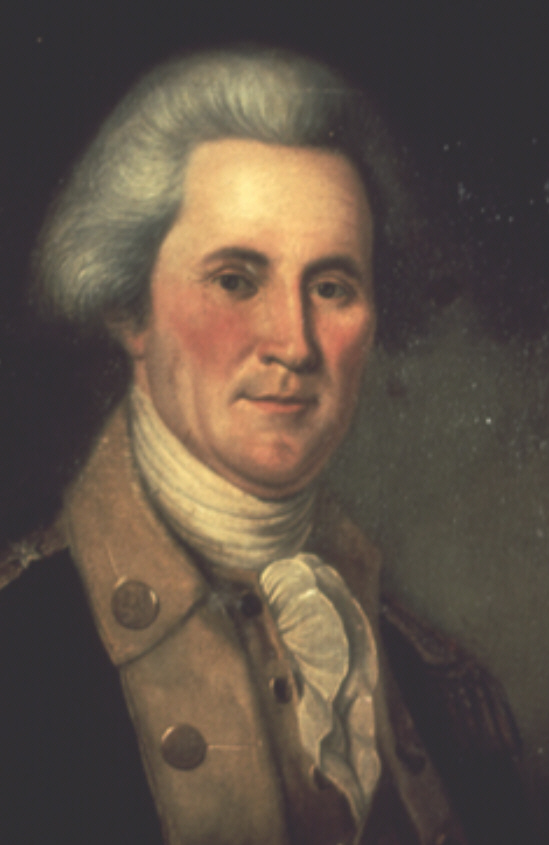
约翰·塞维尔（图）和谢尔比带领大陆军在王山之战取胜

谢尔比的部队撤退后，有恃无恐的弗格森释放了一个战俘，派他翻过山脉前去警告殖民地军队停止反抗，否则弗格森就会横扫这片乡间:2。谢尔比和约翰·塞维尔对这样的挑衅感到愤怒，于是开始计划对英军进行另一次突袭:2。两人各集结了240人，并与威廉·坎贝尔从弗吉尼亚州华盛顿县带来的400人以及查尔斯·麦克道尔从北卡罗莱纳州伯克县和拉瑟福县带来的160人会合:45，于1780年9月25日在梧桐浅滩集结:45。部队越过地势险要的蓝岭山脉，于1780年9月30日到达伯克县的摩根顿附近，麦克道尔的庄园就在这里:46。本杰明·克利夫兰（Benjamin Cleveland）上校和约瑟夫·温斯顿（Joseph Winston）也从萨里县和威尔克斯县带领了350人前来会师:46。
集合的军力追击弗格森直至金斯芒廷（King's Mountain），弗格森在此修筑堡垒，声称即便是“全能的上帝和所有从地狱逃出来的叛军”也不能动他分毫:50。王山之战于1780年10月7日打响。谢尔比命令手下躲在树后逐步推进，在树的后方开枪，称这种战术为“印第安打法”，因为之前同印第安人交战时，他曾看过他们使用这样的战术。弗格森下令部下采用刺刀冲锋，先后三次逼退谢尔比的手下，但最终殖民地军人还是成功击退了敌人。眼见大势已去，弗格森及其主要部下试图撤退，而谢尔比的部下已经接到击毙弗格森的命令。塞维尔的手下同时开枪，打中弗格森的双臂，还打穿了他的头颅，将他从坐骑上打下。眼见主帅殒命，残余的英军挥舞白旗投降。:50-56
王山之战是谢尔比军旅生涯的一个至高点，从那以后，他的部下给他起了个绰号，叫“老国王的山”:2。北卡罗莱纳州议会经投票决定对谢尔比和塞维尔表示谢意，还向两人各赠送了一对手枪和一把礼仪剑:17。不过，谢尔比要到1813年向该议会索取时才拿到这些物品:416。
殖民地部队开始离开金斯芒廷后得知，英军在九十六堡绞死了9名战俘。这已经不是该地区首次发生英军对战俘处以绞刑的事件，愤怒的殖民地军人发誓要在南、北卡罗莱纳州制止这样的行径。殖民军人挑选出陪审团——由于有两名北卡罗莱纳州法官在场，这样的做法是合法的——然后随机选出战俘并控告他们犯罪，罪行范围包括纵火和谋杀。到了晚上，陪审团已经认定36位战俘有罪，并判处他们死刑。不过吊死9人后，谢尔比下令停止这一做法。他始终没有解释原因，但大家仍然选择服从他的命令，剩下的“犯人”回到了其他战俘中。:56-57
1780年10月10日，一众将士带领战俘回到麦克道尔的庄园。然后各指挥官再带领其手下各奔东西。谢尔比及其部下前往南卡罗莱纳州新普罗维登斯（New Providence）同丹尼尔·摩根将军会合，他建议摩根夺取九十六堡和奥古斯塔堡，因为他相信英军就在这里给切罗基人提供武器，帮助他们劫掠殖民地定居者。摩根和这一地区的大陆军最高指挥官霍雷肖·盖茨将军都同意了一这计划。得到自己的计划会获得展开的保证后，谢尔比回到家中，并且承诺会在来年春天率领300人返回。摩根在前往九十六堡的路上受到伯纳斯特·塔尔顿的袭击，但还是在考彭斯战役中击溃对手，取得了决定性的胜利。弥敦内尔·格连将军在谢尔比动身回家数天后接过了摩根的指挥权，并因此在考彭斯战役的胜利中拥有大部分功劳，但这场战事却是摩根按照谢尔比的计划展开的，谢尔比之后对此感到很遗憾。:61-63

### 战争后期经历及定居肯塔基州
回到家园后，谢尔比和父亲成为殖民地特派员，与奇克莫加人进行谈判:64。这一工作延误了他返回格连军中的时间，一直到1781年10月，他才与塞维尔带领600名步枪手前往南卡罗莱纳州与格连会合。格连曾考虑利用谢尔比和塞维尔的手下来防止康沃利斯逃回查尔斯顿，但谢尔比等人到达后不久，康沃利斯就在约克镇围城战役中被击败，因此格连派谢尔比等人前往皮迪河（Pee Dee River）同弗朗西斯·马里恩（Francis Marion）将军会合。在马里恩的指挥下，谢尔比和希兹凯·马罕（Hezekiah Maham）上校于1781年11月27日夺取了位于蒙克斯科纳的一座英军堡垒。
谢尔比还在战场上时就当选为北卡罗莱纳州议员，1781年12月，他向军队请求暂时离职前去出席立法会议并得到批准。1782年，他获得连任，并出席了4月的立法会议。1783年初，他获选成为专员，对有关部队在坎伯兰河沿岸的抢占行为和索赔要求展开调查:414-415。
1783年4月，谢尔比返回肯塔基并在布恩城（Boonesborough）定居。1783年4月19日，他与苏珊娜·哈特成婚，两人一共有11个孩子。长女莎拉（Sarah）之后嫁给了以法莲·麦克道尔医生，幺女利蒂希亚（Letitia）嫁给了之后会成为肯塔基州州务卿的查尔斯·斯图尔特·托德:131。1783年11月1日，谢尔比一家迁居林肯县，他因在车中服役而获得了这里的一片土地:2。1783年，谢尔比成为特兰西瓦尼亚学院（之后的特兰西瓦尼亚大学）的首批校董会成员之一，并于1787年12月1日创立了肯塔基实用知识推广协会。
1784年初，谢尔比开始从事确保肯塔基州从弗吉尼亚州分离的工作。同年，他出席了探讨针对印第安人发动远征、以及将肯塔基州从弗吉尼亚州分离的会议。1787到1789年间，他也是旨在建立肯塔基州州宪法的多场会议代表，在这些会议上帮助挫败了姆斯·威尔金森意图让肯塔基州向西班牙看齐的阴谋:17。1791年，谢尔比、查尔斯·斯科特和本杰明·洛根（Benjamin Logan）都是弗吉尼亚州议会肯塔基区战争委员会成员。谢尔比还成为林肯县的首席警长。1792年，他又成为构建肯塔基州宪法的最后一场大会的代表。

## 第一个州长任期
根据新宪法，选民需要先选出选举人，再由选举人选出州长和州参议员:2。虽然没有任何迹象表明谢尔比有积极争取州长职务，但他还是在1791年5月17日经选举人一致推举而当选:2。1792年6月4日，肯塔基州加入美国联邦次日，谢尔比上任成为首任州长。虽然没有积极参与党派事务，但他还是认为自己属民主共和党人:3。他首个州长任期的大部分工作都是在建立基本法律、军事分部以及税收结构。
谢尔比关注的一个主要问题就是确保获得联邦援助保卫边疆。肯塔基州曾与俄亥俄河以北的美洲原住民不宣而战，但战争部长亨利·诺克斯却命令谢尔比不要针对印第安人发起进攻性的军事行动:162。此外由于联邦法规的限制，州民兵的服役期限只有30天，这样的时间实在太短，难以保障军队的战斗力:162。新成立的州羽翼未丰、资源匮乏，导致谢尔比只能保护那些最脆弱的地区免受印第安人袭击:3。与此同时，肯塔基州居民还怀疑印第安人受到英国人的资助和煽动:163。
谢尔比向总统华盛顿求助，华盛顿于是派有“疯狂的安东尼”（Mad Anthony）之称的安东尼·韦恩将军前去将印第安人赶出西北领地。韦恩于1793年5月抵达华盛顿堡（如今属俄亥俄州辛辛那提范围），但由于联邦特派员仍在试图与印第安人通过谈判达成协定而无法立即采取行动。他呼吁肯塔基州派出1000人的志愿军，但响应者寥寥无几，谢尔比于是诉诸征兵。但等到军队集结到足够人数时已是冬天，于是韦恩又只好下令所有军人先回家过冬，等到春季再返回。:91
印第安人在这个冬季发动了大量袭击，谢尔比的弟弟埃文·谢尔比三世（Evan Shelby III）也因此丧生。1794年初，肯塔基州民兵部队在同印第安人的战争中获得了一些小规模胜利:91-92。春季，面对韦恩的号召，部队士气高涨，1600名志愿军集结达克县格林维尔堡仓促受训:92。到了1794年8月，韦恩已向印第安人展开进攻，并在这个月20号的鹿寨战役中取得决定性的胜利:92。这场胜利和随后签订的格林维尔条约使西北领地得到稳固，谢尔比对条约中一些针对西部定居者的限制有不同看法，但他还是恪守了这些条款，并在自己管辖范围内遵照执行:4。
谢尔比政府的另一个主要关注点是密西西比河的自由通航，这对肯塔基州经济有至关重要的作用。西班牙人之前因政治方面原因令新奥尔良港口停止向美国人开放。这里一直以来都是肯塔基州农民生产的烟草、面粉和汉麻的天然市场，如果走陆路则会导致成本过高，无利可图，土地投机商也难以吸引移民前来以期收回投资。许多肯塔基人觉得联邦政府在改善这种情况上没有采取果断行动，或是行动的效率太低。:162-163

### 热内事件
正当肯塔基人对英国人和西班牙人都没有好感之际，他们对法国人却很有亲切感。他们钦佩在法国大革命中兴起的共和政府，而且也记得革命战争期间法国提供的援助。1793年4月，法国大使埃德蒙·查尔斯·热内（Edmond-Charles Genêt）到达美国，乔治·罗杰斯·克拉克（George Rogers Clark）这时已经在考虑发动远征，夺取西班牙在西部的领地。热内派安德烈·米修（André Michaux）前往肯塔基州，评估当地居民对克拉克发动远征的支持程度。凭着国务卿托马斯·杰弗逊和肯塔基州联邦参议员约翰·布朗的介绍信，他见到了州长谢尔比。:163-164

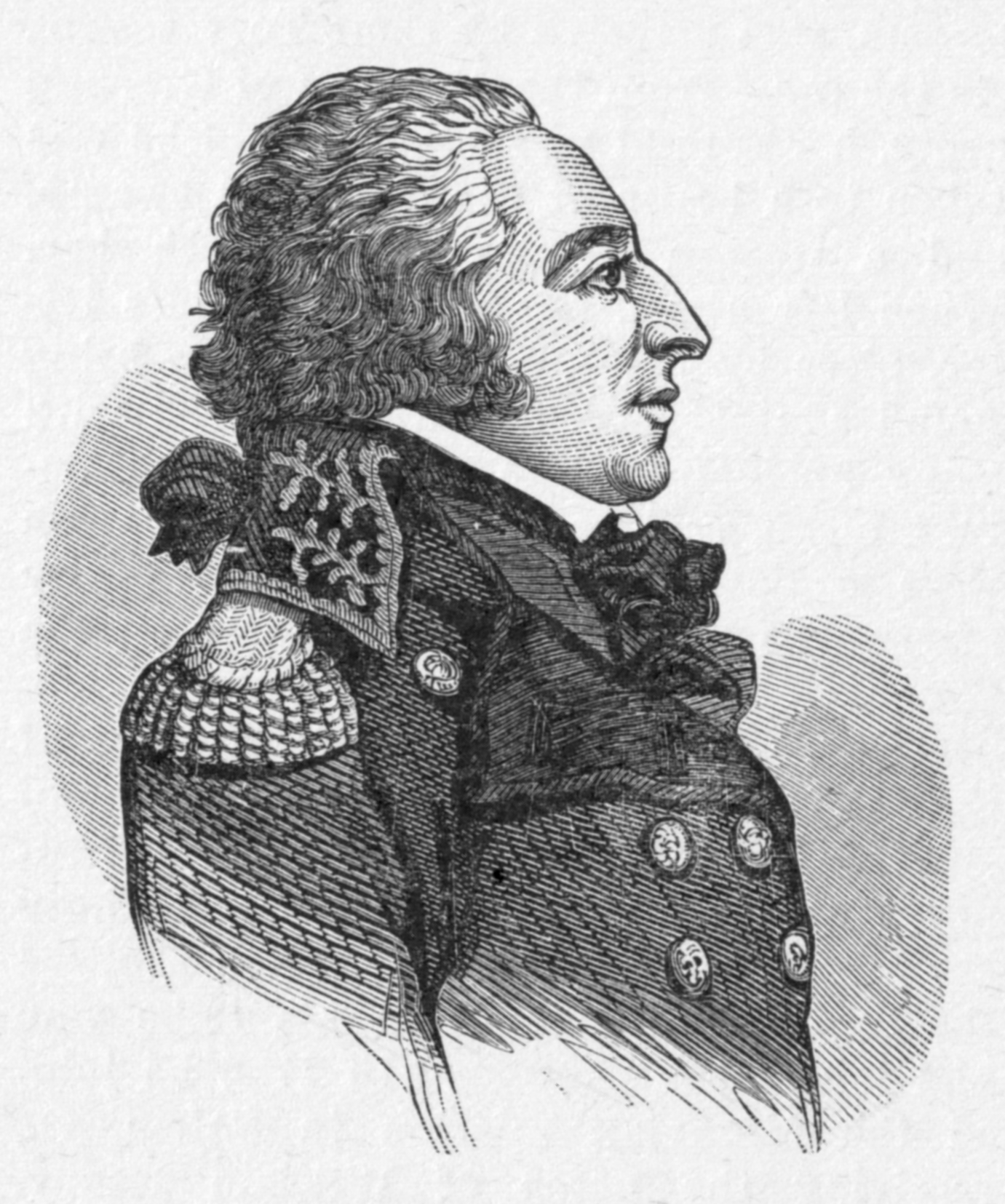
埃德蒙·查尔斯·热内（图），谢尔比收到警告，不要答应对他提供协助。

杰弗逊另写了一封信给谢尔比，警告他不要答应对法国提供援助，并称与西班牙已就密西西比河贸易问题展开谈判。这封信于1793年8月29日发出，杰弗逊本期望信能在米修到达前送到谢尔比手中，但州长却迟至1793年10月才收到这封信。米修和谢尔比于1793年9月13日会面，但没有任何证据表明州长有同意提供帮助。对于迟来的信件，谢尔比向杰弗逊保证，肯塔基人“具有一种亏欠中央政府的责任感”，所以不会做出任何对美国有损的事。:164-165
1793年11月，谢尔比收到热内另一名手下查尔斯·德尔泼（Charles Delpeau）的来信。他向谢尔比吐露，自己曾获派确保针对西班牙人的远征军的补给安全，并询问谢尔比是否已接到指示，逮捕与此计划有关联的个人。谢尔比于三天后回了信，其中提及了杰弗逊有关不要协助法国的警告。虽然没有任何证据表明谢尔比参与了热内的计划，但杰弗逊和诺克斯都觉得有必要再次提醒他不要协助法国。杰弗逊还提供了据悉身在肯塔基州的法国间谍名单和相貌描述，并指出可以把这些人逮捕。诺克斯的提议更进一步，称肯塔基州如果遇到法国人的抵抗而有必要动用武力，则因此产生的任何开销都将会得到补偿。安东尼·韦恩将军告知谢尔比，自己的骑兵任归调遣。美国西北领地总督阿瑟·圣克莱尔也告诫谢尔比不要和热内合作。:165-166
谢尔比在给杰弗逊的回复中质疑自己是否有合法权力来以武力干预他选区人民的选择，同时也表达自己对这一行径的反感。
在任何情况下，我都不愿意行使那些自认为没有清楚而明确授予我的权力，更不用说还要为了讨好一个我视为敌人和暴君的人（指西班牙国王），而用这种权力去对付那些我眼中的朋友和弟兄。我也不大愿意对自己的任何同胞加以惩罚和限制，因为他们做的不过是表明意向，消除自己心中的对外国势力的恐惧，这个国家曾公然扣除我们最宝贵的权利（指密西西比河的通航），还在暗中煸动最野蛮、最残酷的敌人来对付我们。
最后，谢尔比用这样一句不冷不热的话向杰弗逊承诺：“我会在任何时候履行宪法中要求我做为肯塔基州州长应该履行的义务，遵守美利坚合众国总统的指令。”:166-167
1794年3月，联邦国会授权联邦政府在遭遇入侵或叛乱的情况下拥有更多的权力，这一举措有可能正是因谢尔比的回复而起。实际收到他回信的是杰弗逊的继任者埃德蒙·伦道夫，他写信告诉谢尔比自己拥有的新权力，还告诉他法国的政权已经变天，并且命令热内回国。两个月后，热内的手下停止在肯塔基州进行宣传，一场潜伏的危机也得以避免。:1661795年，华盛顿总统同西班牙达成协助，确保了美国人通过密西西比河进行贸易活动的权利:5。
谢尔比在第一个州长任期内成功处理了组建新州政府所面临的主要挑战，肯塔基州的安全得到保障，财务状况也很正常:5。由于肯塔基州宪法禁止州长连任，所以谢尔比在1796年卸任后回到了林肯县的故居。接下来的15年时间里，他专心务农，并连续6次成为总统选举人，不过除此以外，他都没有出现在公众视野中:18。

## 第二个州长任期
加布里埃尔·斯劳特是1812年肯塔基州州长选举的热门人选，只有一个潜在对手。这时美国、法国和大英帝国的关系日益紧张，随时有可能爆发战争。考虑到这样的局势，开始有流言称艾萨克·谢尔比有可能成为州长候选人。斯劳特的家离谢尔比很近，他亲自登门拜访，询问老州长是否会参选。谢尔比向他承诺，除非出现国家紧急情况并且需要他的领导，否则自己无意参选。斯劳特听后大感放心并随即开始了竞选。:105
美国与欧洲列强的关系恶化，1812年，美国向大英帝国宣战，拉开了1812年战争的序幕。要求谢尔比回归肯塔基州行政长官一职的呼声日益高涨。1812年7月18日，距选举还有不到一个月时，谢尔比宣布参选。:107
竞选期间，以汉弗莱·马歇尔（Humphrey Marshall）为代表的谢尔比政敌批评老州长对杰弗逊有关热内事件第二封信的回复，质疑他是否忠于合众国:168。谢尔比称，自己当年的回复是为了引起联邦政府对西部局势的注意:168，并援引华盛顿和西班牙所达成的协议作为自己计策成功的证据:168。他还表示，自己在写信的时候已经知道，法国的计划注定要失败:168。
斯劳特的支持者嘲笑谢尔比年势已高（已经快要满62岁），称他是“老爸谢尔比”（Old Daddy Shelby）。州内有家报纸甚至刊文指控谢尔比曾在王山之战中逃跑。虽然即便是谢尔比政敌中相信这一说法的也寥寥无几，但他还是和支持者在州内多家报纸上发布公文予以回应。其中一位代表性的支持者写道：“据悉，谢尔比上校‘在王山之战中跑了’。是的，他是跑了，他首先跑向敌军......经过大约47分钟后，他又带着900名战俘跑回来了。”:107-108
竞选进入8月后，谢尔比对获胜有了更大的信心，并开始准备第二次担任州长。他预计自己会以1万票优势取胜，但最终他的票比对方要多1.7万余票:109。这样，谢尔比也就成为肯塔基州历史上第一位没有连任但却当了两任州长的政治家，詹姆斯·加勒德得以通过特别立法豁免而在1796和1800年当选州长，但他的任期是连续进行的。

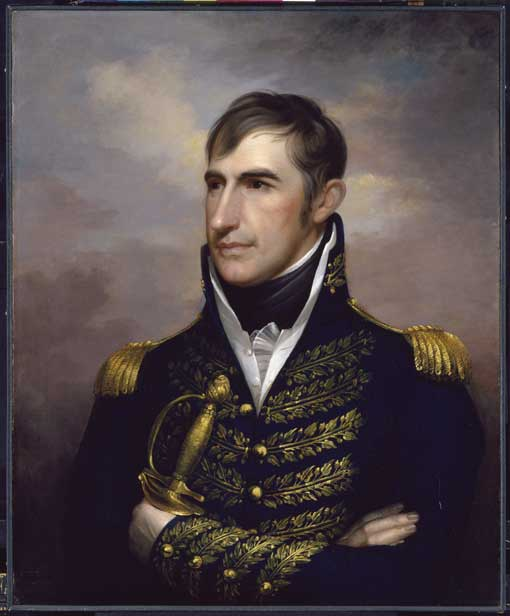
谢尔比选择由威廉·亨利·哈里森于1812年战争期间在西北领地领导联邦军队

谢尔比第二个州长任期的主要工作就是对战争做准备。就职典礼两天前，他与即将离任的州长查尔斯·斯科特在州议会会面，任命威廉·亨利·哈里森指挥肯塔基州民兵。这一任命实际上违反了州宪法有关这一职位只能由肯塔基州人担任的规定。哈里森这时已是印第安纳州和伊利诺伊州的民兵指挥官，他在纽波特挑选了肯塔基州志愿军，然后赶去防御韦恩堡。:110
谢尔比努力说服总统詹姆斯·麦迪逊，让哈里森拥有西北领地所有军队的指挥权:5，原本已经任命詹姆斯·温彻斯特（James Winchester）的麦迪逊同意了他的建议:110。谢尔比又修订了州民兵的法律，规定州内所有18至45岁男性都需服兵役，只有政府官员可以排除在外:5。最终肯塔基州招募了7000名志愿军，更多的人只能拒之门外:111。州长还鼓励州内妇女为部队缝制和针织所需物品:5。
谢尔比原本对联邦政府的战争计划充满信心，但在灾难性的弗伦奇敦战役后，他的信心动摇了，这场战斗中有410名美军将士阵亡，其中许多都是肯塔基军人:5。他发誓要在时机出现时亲自采取行动，为战事努力，并随即得到了州议会的授权:5。1813年3月，哈里森号召另外1200名肯塔基人到梅格斯要塞同自己会合:113，谢尔比派出相应数字的军人前往，自己的长子詹姆斯（James）也在其中，由格林·克莱（Green Clay）将军指挥:114。援兵赶到目的地时，却发现要塞正遭到英军和印第安人的围困:114。克莱的兵力成功阻止了围攻，但其中有许多人都遭印第安人俘获并屠杀:115。起初的报告中称詹姆斯·谢尔比也已阵亡，但之后发现他只是被俘，并通过战俘交换得以返回:115-116。
1813年7月30日，哈里森将军再次给谢尔比写信请求派志愿军前来支援，并且还请谢尔比亲自带兵:5。谢尔比于是统领3500名志愿军前往，兵力是哈里森要求数字的两倍。之后将成为州长的约翰·J·克里滕登担任谢尔比的副官:120。已经成为少将的谢尔比带领志愿军在一场战事中与哈里森顺利会师，这场战争最终还为美国带来泰晤士河战役中的决定性胜利。
哈里森在递交战争部长小约翰·阿姆斯特朗的战事报告中这样提及谢尔比：“我对如何提及州长谢尔比感到迷茫，（因为我）相信自己无论如何赞颂，都无法概括他的功绩”。1817年，联邦国会通过决议，向谢尔比和哈里森表示感谢，谢尔比还获得了国会金质奖章:18。他的许多朋友劝他竞选副总统，但谢尔比很快就坚定地拒绝了:132。

## 晚年生活和逝世
1816年即将卸任州长时，门罗总统邀请他担任战争部长，但他以自己年势已高为由谢绝了。作为肯塔基圣经公会的创始成员，谢尔比曾于1816年同意担任新美国圣经公会的副主席:136。他本是丹维尔长老教会的忠实信徒，但却于1816年在自己的土地上建起了一座小型非宗派教堂:143。1818年，他与安德鲁·杰克逊一起作为特派代表与奇克索印第安人部落展开谈判，完成杰克逊购地。1818年，他还成为肯塔基州农业协会的首任会长，并且在1819年成为美国中央大学首任校董会主席。
1820年，谢尔比的右手和右脚瘫痪:416。1826年7月18日，艾萨克·谢尔比在自己位于林肯县的家中因中风去世，享年75岁，遗骨下葬在他的庄园。1827年，肯塔基州政府在他的坟前立碑。1952年，谢尔比家族墓地成为州政府物业，并成为艾萨克·谢尔比陵园州历史遗址。

## 影响
谢尔比的爱国热情据信是肯塔基州采用“团结则存，分裂则亡”（United we stand, divided we fall）作为州格言的重要原因，他非常喜爱约翰·迪金森于1768年创作的《自由之歌》（The Liberty Song），其歌词中就有这句话。虽然有观点认为肯塔基州州玺的设计也有谢尔比的功劳，但他的公开文件表明，这一设计实际上是由詹姆斯·威尔金斯提出的:90。
1972年，美国中央大学开始颁授艾萨克·谢尔比勋章，这一勋章也自此成为该校最富盛名的荣誉。这些勋章的授予体现了竭城为中央大学服务、投身公共利益事件的理想，这正是谢尔比担任州长期间为中央大学乃至整个肯塔基州所做的贡献。

### 以艾萨克·谢尔比命名的地方
全美9个州有以谢尔比命名的县，此外还有许多城市和军事设施也是如此。
| 县 - 阿拉巴马州谢尔比县 - 伊利诺伊州谢尔比县 - 印第安纳州谢尔比县 - 爱荷华州谢尔比县 - 肯塔基州谢尔比县 - 密苏里州谢尔比县 - 俄亥俄州谢尔比县 - 田纳西州谢尔比县 - 德克萨斯州谢尔比县 军事设施 - 密西西比州谢尔比营 - 密歇根州谢尔比堡 - 威斯康星州谢尔比堡 | 城镇 - 密歇根州奥希阿纳县谢尔比 - 纽约州谢尔比 - 北卡罗莱纳州谢尔比 - 俄亥俄州谢尔比 - 密歇根州谢尔比乡 - 伊利诺伊州谢尔比维尔 - 印第安纳州谢尔比维尔 - 肯塔基州谢尔比维尔 - 密苏里州谢尔比维尔 - 田纳西州谢尔比维尔 - 德克萨斯州谢尔比维尔 |

## 扩展阅读
- . The Register of the Kentucky Historical Society. 1903-05, 1 (2): 9–12.
- Peters, H. Dean. . The Register of the Kentucky Historical Society. 1975-10, 73 (4): 340–345.
- Quaife, Milo M. . Filson Club Historical Quarterly. 1936-07, 10 (2)  [2014-09-10]. （原始内容存档于2014-09-11）.
- Riley, Agnes Graham Sanders. . Filson Club Historical Quarterly. 1992-04, 66.